# Улица Томсона (Рига)
Улица То́мсона (латыш. Tomsona iela) — улица в центральной части Риги (так называемый «дальний центр»), в Видземском предместье. Пролегает параллельно улице Кришьяня Валдемара в северо-восточном направлении, от улицы Нитаурес до улицы Яня Далиня. Общая длина улицы — 841 метр.
На всём протяжении улица Томсона имеет асфальтовое покрытие. Движение одностороннее, в направлении к улице Яня Далиня. Общественный транспорт по улице не курсирует.

## История
Улица Томсона впервые упоминается в списках улиц города в 1932 году. На картах, составленных в 1930-е годы, показана в границах от ул. Нитаурес до ул. Спорта (в настоящее время этот участок не существует; перекрывающие его здания построены во второй половине 1930-х годов).
В годы немецкой оккупации именовалась Tomsonstrasse. В 1950 году переименована в улицу Мичурина, в 1990 году восстановлено первоначальное название.
Улица названа в честь латвийского предпринимателя и общественного деятеля Рихарда Томсона, одного из основателей Рижского латышского общества.

## Примечательные здания

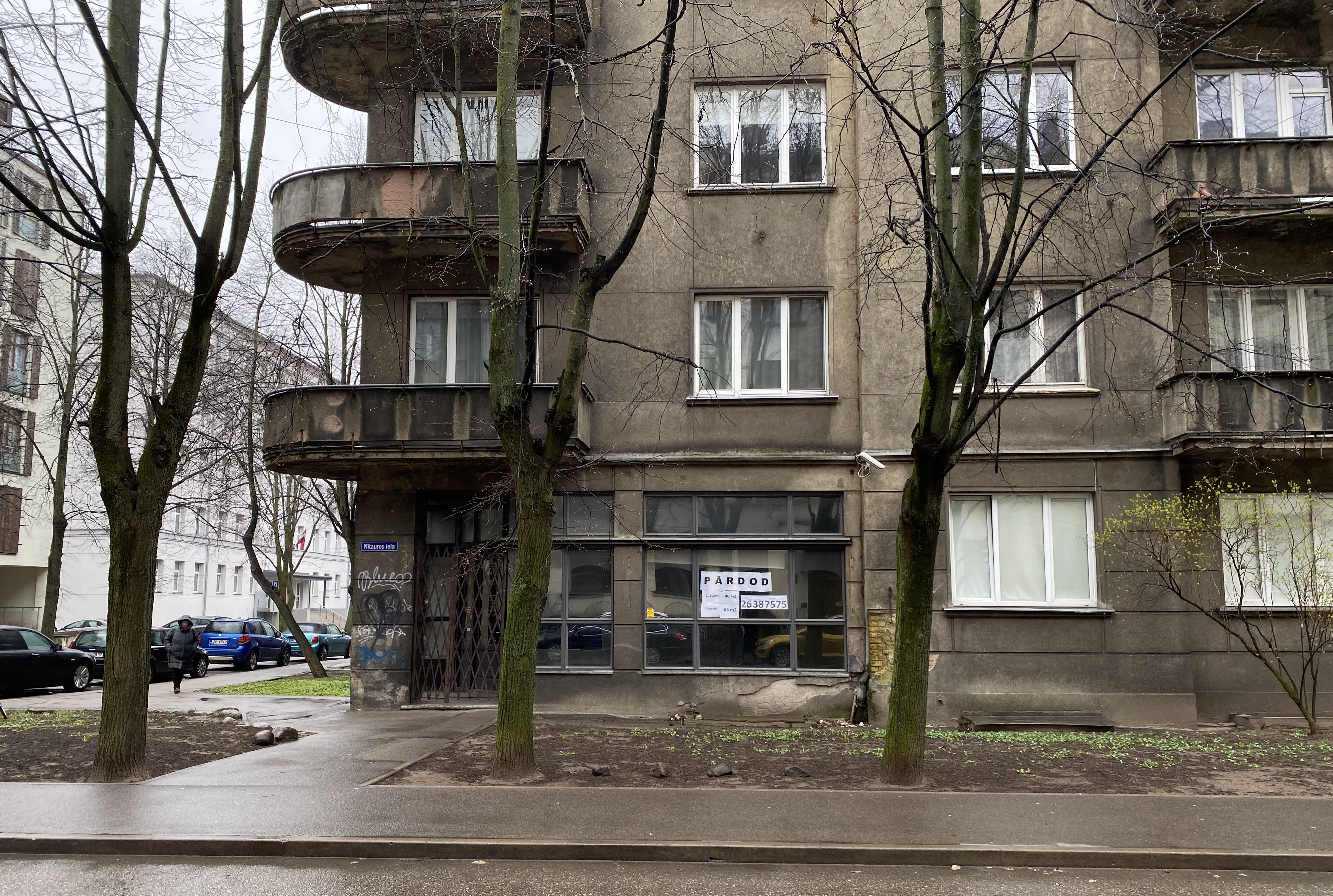
Дом № 2

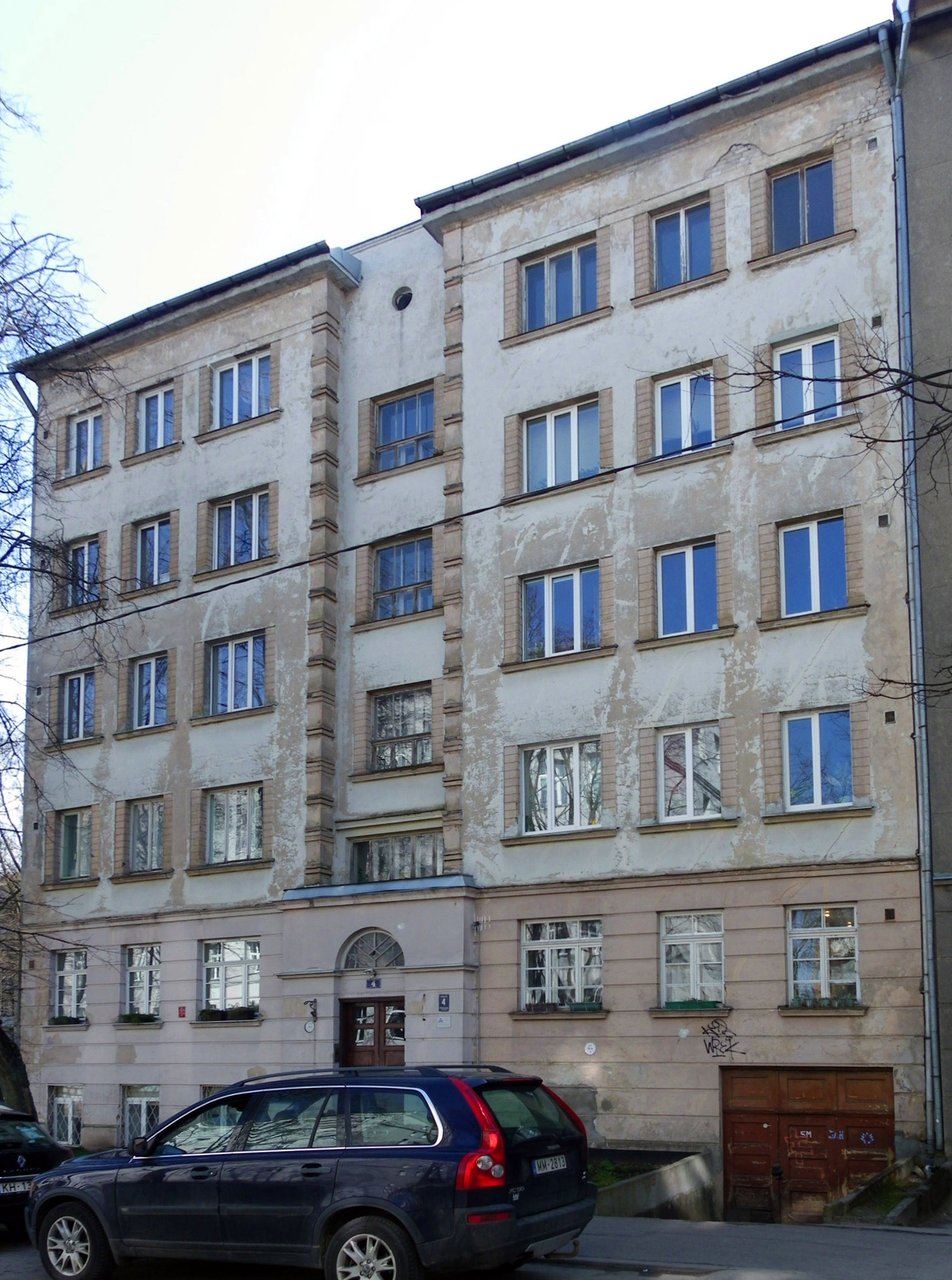
Дом № 4

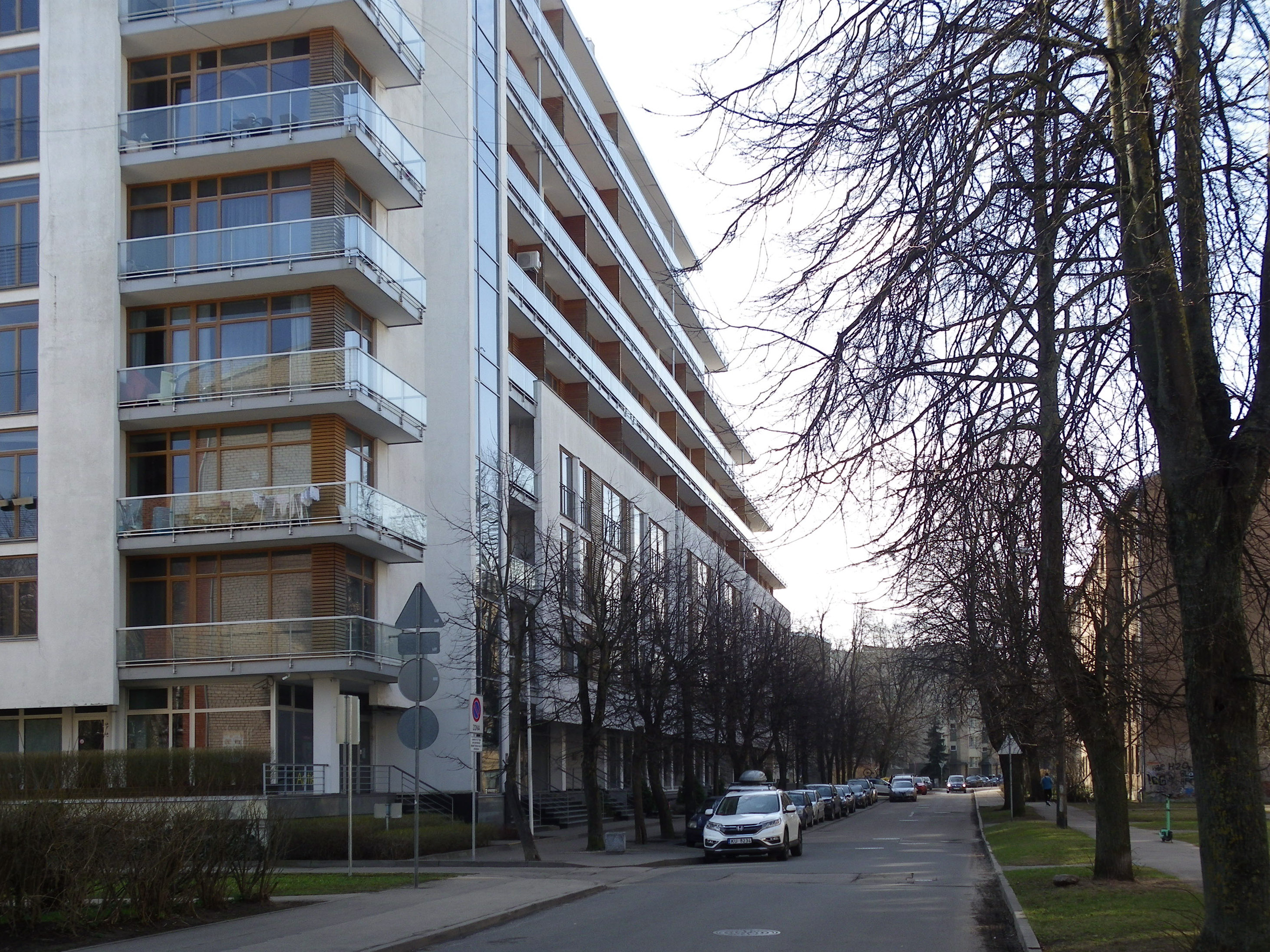
Дом № 30

- Дом № 2 — бывший доходный дом Эвелины Вестен с магазином (1937).
- Дом № 3/5 — Рижская торговая профессиональная школа, ранее Рижский техникум советской торговли (1959).
- Дом № 4 — бывший доходный дом Александра Хана (1935—1936, архитектор Паул Кундзиньш[латыш.]) — памятник архитектуры местного значения[5].
- Дом № 11 — бывший доходный дом Эльзы Зарини (1938—1939).
- Дом № 13 — бывший доходный дом Петериса Штейнберга (1938—1939).
- Дом № 15 — бывший доходный дом Паула Скулте (1938).
- Дом № 17 — бывший доходный дом Юлия Реманиса (1938).
- Дом № 20 — бывший доходный дом Карлины Петерсон (1938).
- Дом № 21 — бывший доходный дом Эллы Ливен (1937, архитектор Паул Кундзиньш).
- Дом № 22 — бывший доходный дом Юлия Гайлитиса (1938).
- Дом № 30 — современный жилой дом «Tomsona terases» (2004, архитектор Зане Калинка)[6].
- Дом № 31 — бывший доходный дом Индрикиса Гропа (конец 1930-х гг.).
- Дом № 33 — бывший доходный дом Анны Вагнер (конец 1930-х гг.).
- Дом № 35 — средняя школа № 21 (1963, типовой проект института «Латгипрогорстрой»).
- Дом № 37 — 1-й Рижский медицинский колледж, бывшая Рижская медицинская школа № 1 им. Пауля Дауге, основанная в 1902 году[7] (1963, архитектор Олег Закаменный).
- Дом № 39 — бывшее общежитие техникума культурно-просветительной работы (1972).

## Прилегающие улицы
Улица Томсона пересекается со следующими улицами: 
- улица Нитаурес
- улица Малпилс
- улица Алояс
- улица Яня Далиня